# Каплан, Сэмюэл
Сэмюэл Каплан (англ. Samuel Caplan, 1895 — 1969) — американский редактор журналов.

## Биография
Каплан родился в Российской империи 10 марта 1895 года и в 1905 году переехал в Соединённые Штаты. Он учился в Питтсбургском университете и Высшей школе журналистики Колумбийского университета. 
Каплан начал писать не позднее 1920 года. В начале 1920-х годов он был редактором бостонской газеты The Jewish Leader, которая издавалась на английском и идиш. В 1934 году Каплан редактировал журнал «New Palestine». С 1940 года и до выхода на пенсию в 1966 году Каплан был редактором журнала Congress Weekly. После выхода на пенсию он был избран членом «по особым поручениям».
В конце 1943 года Каплан сменил Лилли Шульц на посту секретаря руководящего совета Американского еврейского конгресса. 
Каплан, совместно с Гарольдом У. Рибаловым, был редактором книги «Великие еврейские книги и их влияние на историю» (англ. The Great Jewish Books and Their Influence on History, 1952).
Каплан был женат на Ханне Каплан (урождённой Левин) и у них было двое сыновей, Джозеф и Леонард. Он умер 6 мая 1969 года в Вудмере, Лонг-Айленд, штат Нью-Йорк.